# 장덕준

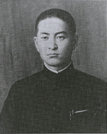
추송 장덕준

장덕준(張德俊, 1891년 6월 25일 ~ 1920년)은 일제강점기의 독립운동가, 언론인, 작가이다. 동아일보의 기자로도 활동하였다. 호는 추송(秋松), 본관은 결성(結城)으로 황해남도 출신이다. 만주에 한국독립당 특파원으로 취재하러 갔다가, 조선총독부의 밀정이 쏜 총에 맞아 절명하였다.